# Рейнбот, Томас Фридрих Теодор
Томас Фридрих Теодор фон Рейнбот (нем. Wilhelm Stieda; 1750—1813) — генерал-суперинтендант лютеранских церквей Санкт-Петербургской губернии. 
Родился 2 июня 1750 года в графстве Марк (Вестфальский округ). Был младшим из 13-ти детей купца, происходившего из обедневшей дворянской фамилии. С 10 лет учился в гимназии, затем изучал богословие в Галльском университете (1767—1769). Уклоняясь от службы в армии, уехал из Галле и оканчивал учёбу в Йенском университете. Потом уехал в Росток, где с 1773 по 1778 год был воспитателем в разных домах. 
В конце 1778 года переехал в Россию, где благодаря знакомству и покровительству некоторых почтенных особ — в их числе, генерал барон Меллер-Закомельский — с 16 декабря стал служить приходским пастором в Лютеранской церкви Святой Анны; затем пробстом. 

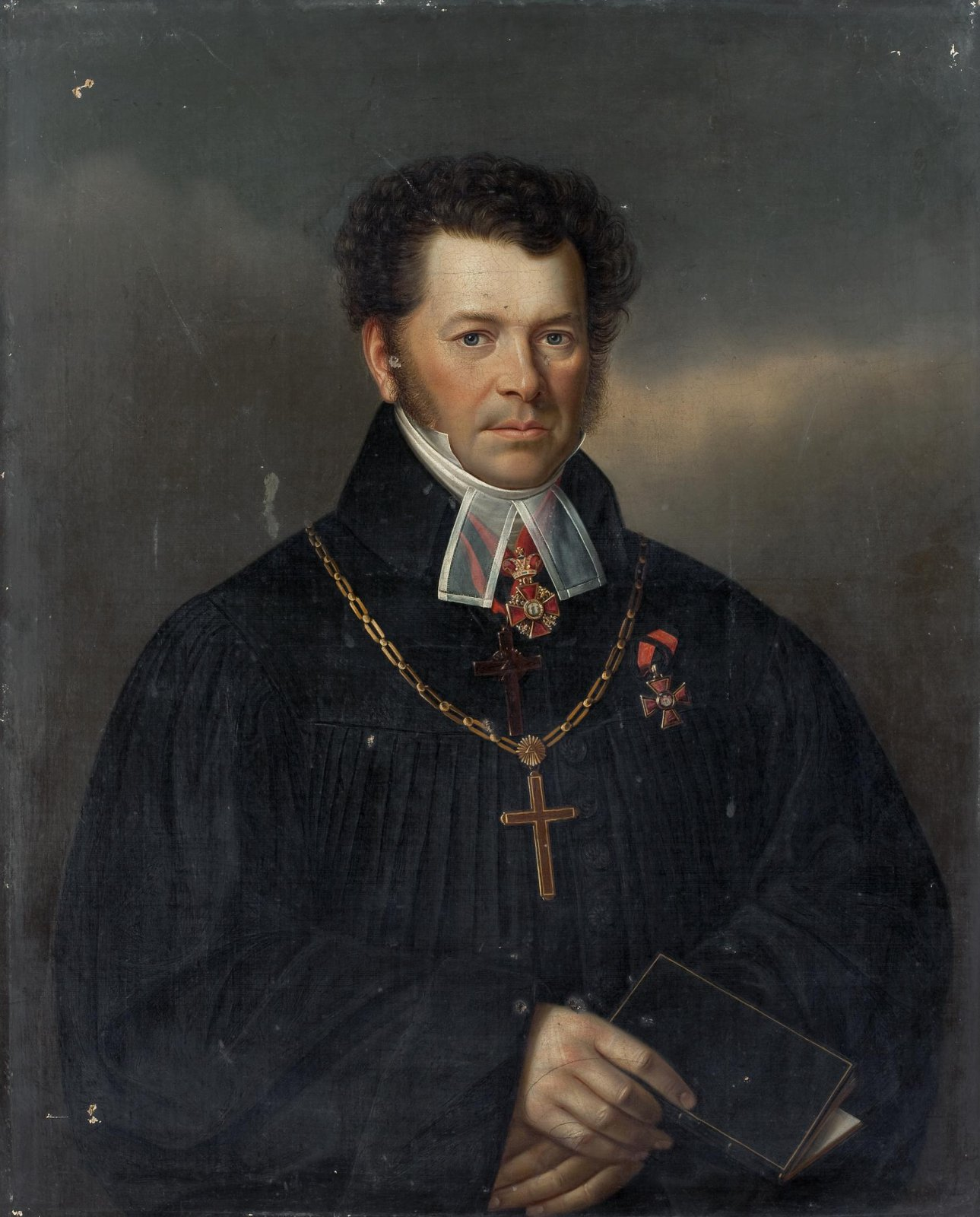
Портрет сына - Фридриха Тимотеуса Рейнбота, 1838 г. Эрмитаж

В 1779 году женился на дочери Ревельского ратсгера Хелене Нотбек (1764—1818), с которой имел 18 детей.
С 1780 года был бессменным инспектором Анненшуле. С 1797 года он также он преподавал Закон Божий воспитанницам лютеранского вероисповедания в Смольном институте.
Юстиц-коллегией 8 мая 1800 года был возведён в достоинство Главного пастора, а 7 февраля 1803 года именным императорским указом был пожалован «Генерал Суперинтендантом всех Лютеранских церквей в С-Петербургской губернии».
Т.-Ф.-Т. Рейнбот стал родоначальником российского дворянского рода Рейнбот.
Умер 28 мая (9 июня) 1813 года в своём загородном доме, в 8 верстах от Санкт-Петербурга. Похоронен на Волковском лютеранском кладбище.
В уважение к его заслугам его старший сын, пастор московской лютеранской церкви Фридрих Тимотеус Рейнбот (1781—1837) был назначен преемником отца в должности приходского пастора петербургской лютеранской церкви Святой Анны.